# Елагейзен
Елагейзен (нід. Elahuizen) — село в нідерландській провінції Фрисландія. Входить до муніципалітету Фріске-Маррен.
Його площа становить 10,28 км², а населення станом на 2021 рік складало 360 осіб.
Перша згадка про населений пункт датується 1412 роком.

## Галерея

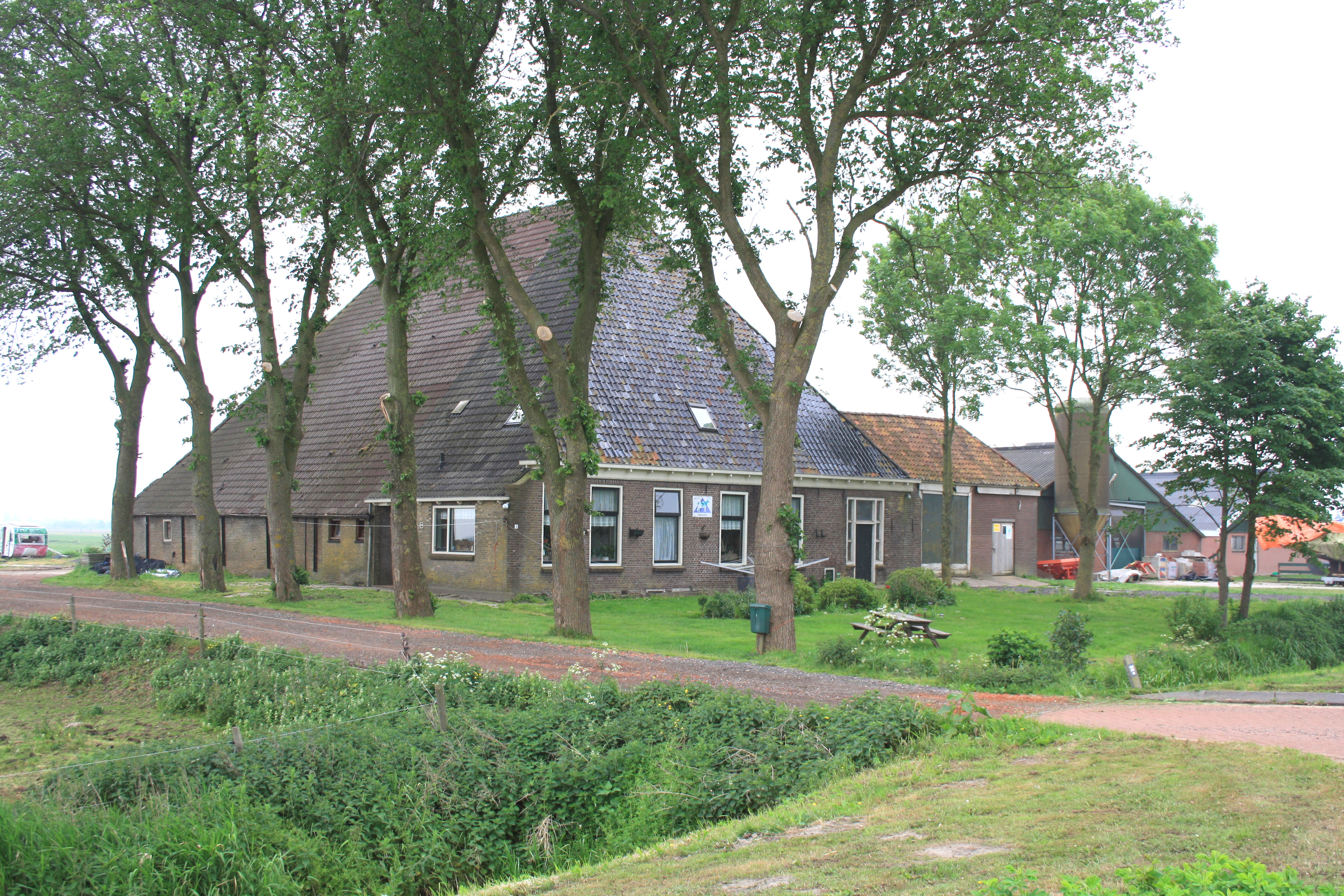
Ферма в Елагейзені
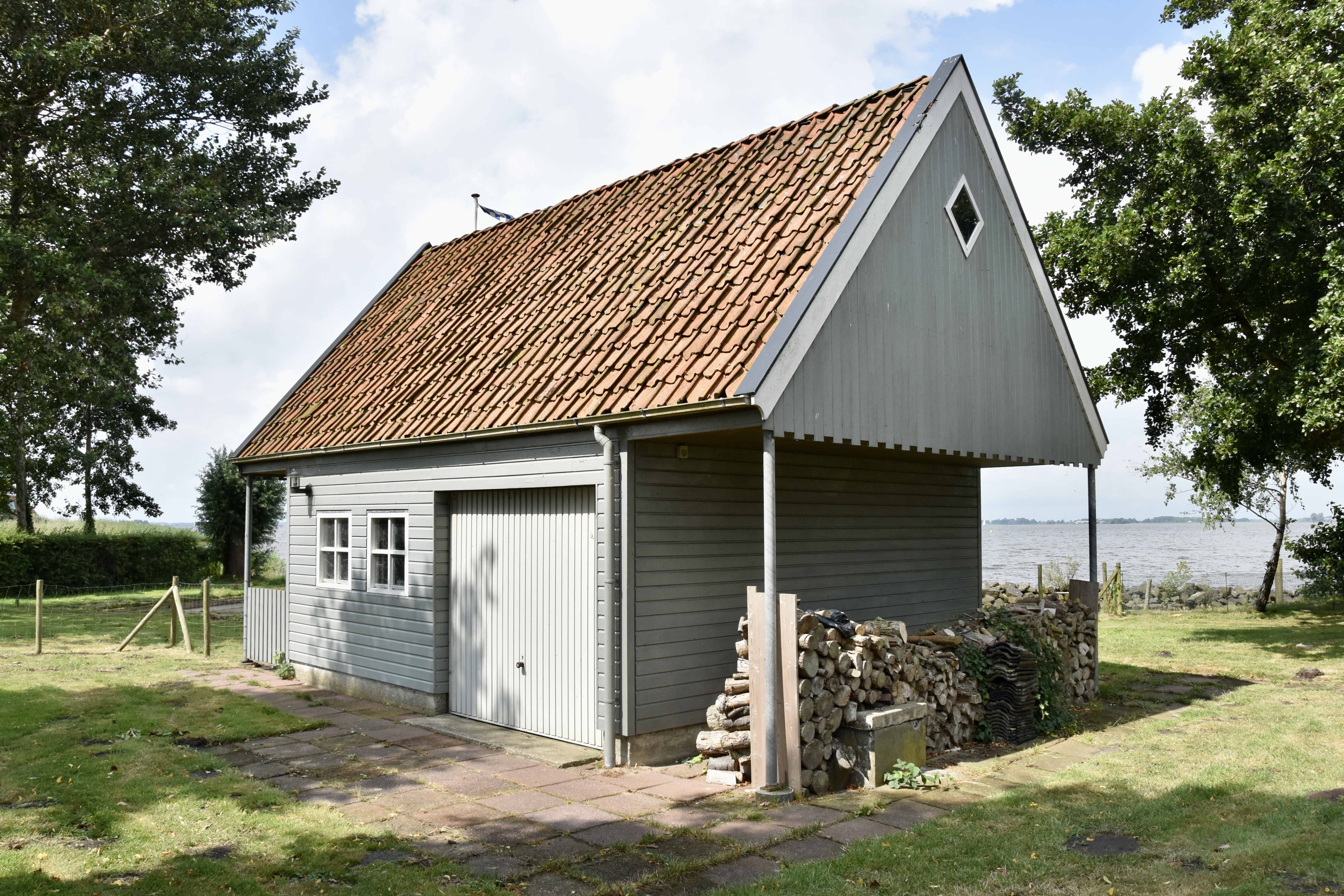
Повітка в Елагейзені
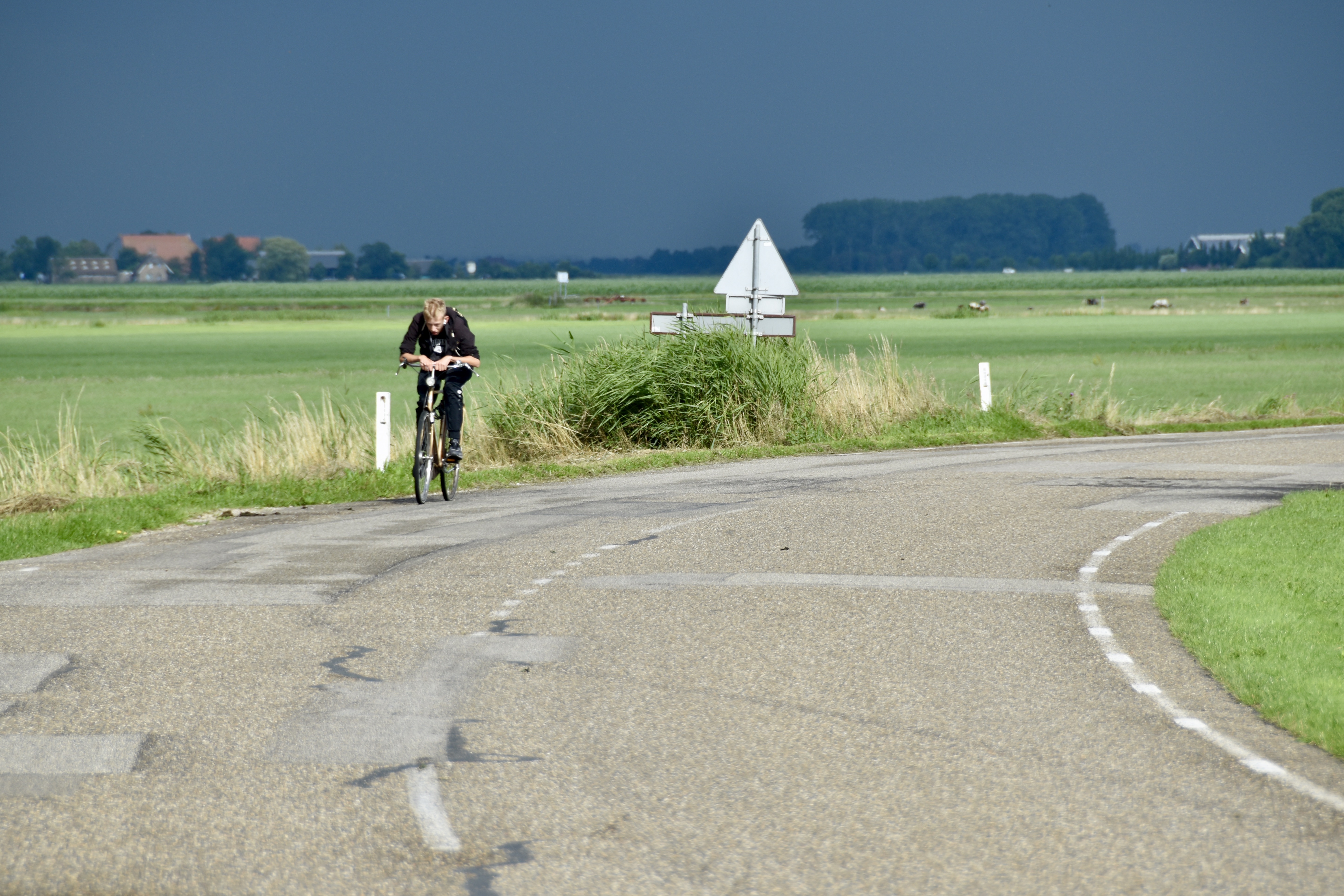
Вид на село
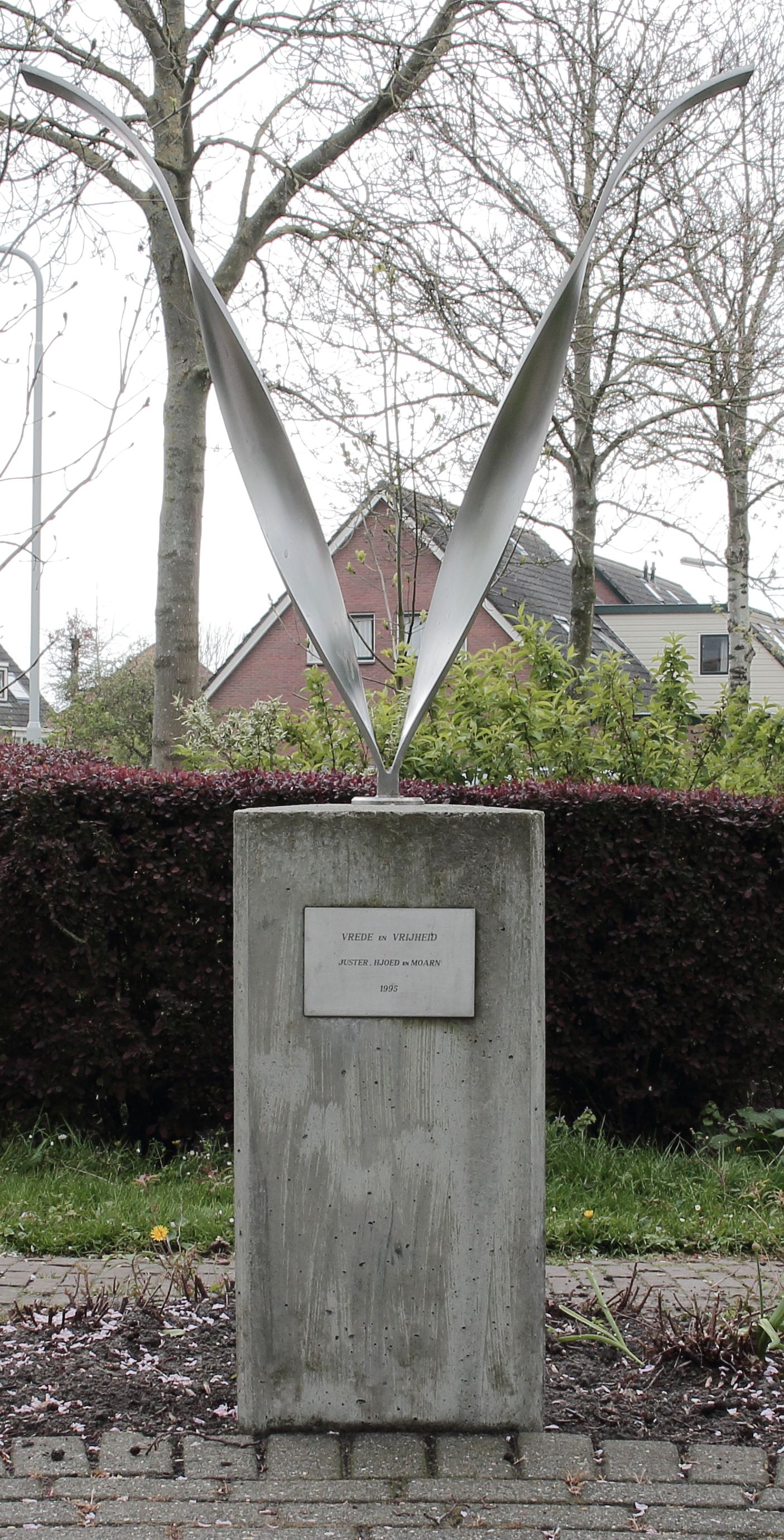
Монумент миру